# Planetariet i Lund

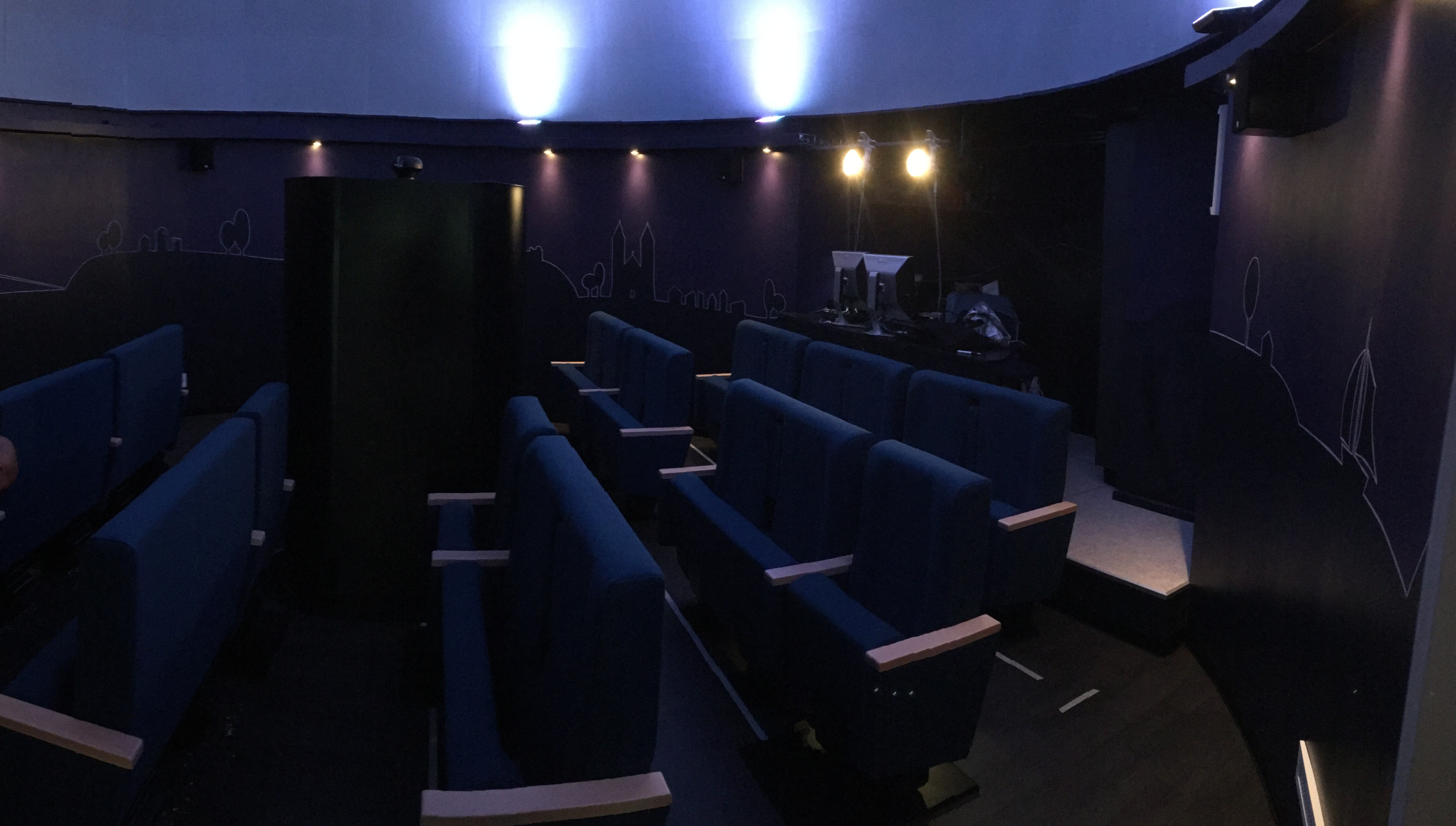
I planetariet kan upptill 30 besökare betrakta en datorsimulerad natthimmel och, under astronomens guidning, flyga bland planeter och galaxer.

Planetariet i Lund är ett planetarium som sedan 2010  står i Vattenhallen Science Center i Lund och det drivs av astronomerna på Lunds universitet. Planetariet har cirka 14 000 besökare per år.
Planetariet öppnade 1978 i den gamla föreläsningssalen på Lunds observatorium i Stadsparken. En donation på 100 000 kronor från Carl Springers stiftelse i Karlskrona och ytterligare 60 000 kronor från astronomiska institutionen möjliggjorde inköpet av en optomekanisk planetarieprojektor från den japanska optikfirman GOTO.